# Bernard Toublanc-Michel
Bernard Toublanc-Michel (ur. 6 grudnia 1927 w Ancenis, zm. 22 września 2023) – francuski reżyser i scenarzysta filmowy i telewizyjny. 
Pracę w branży filmowej zaczynał jako asystent reżysera. Pracował w tym charakterze przy ważnych filmach rodzącej się francuskiej Nowej Fali, m.in. Lola (1961) Jacques'a Demy, Cleo od 5 do 7 (1962) Agnès Vardy, Żyć własnym życiem (1962) i Męski, żeński (1966) Jean-Luka Godarda.
Reżyserując samodzielnie, Toublanc-Michel tworzył kino rozrywkowe, najczęściej lekkie komedie romantyczne czy kryminały. Jego film Jak ciężko być niewierną (1964) prezentowany był w sekcji konkursowej na 14. MFF w Berlinie. Od połowy lat 70. reżyser pracował głównie dla telewizji.

## Wybrana filmografia

### Reżyser
- 1955: Âmes d'argile
- 1964: Jak ciężko być niewierną (La difficulté d'être infidèle...)
- 1967: Cinq gars pour Singapour
- 1968: Adolf (Adolphe, ou l'âge tendre)
- 1970: Mały uciekinier (Le petit bougnat)
- 1975: Le malin plaisir